# Statskontoret
Statskontoret är en svensk statlig förvaltningsmyndighet, som sorterar under Finansdepartementet och har till uppgift att på regeringens uppdrag bistå med utvärderingar och uppföljningar av statlig och statligt finansierad verksamhet.

## Historik

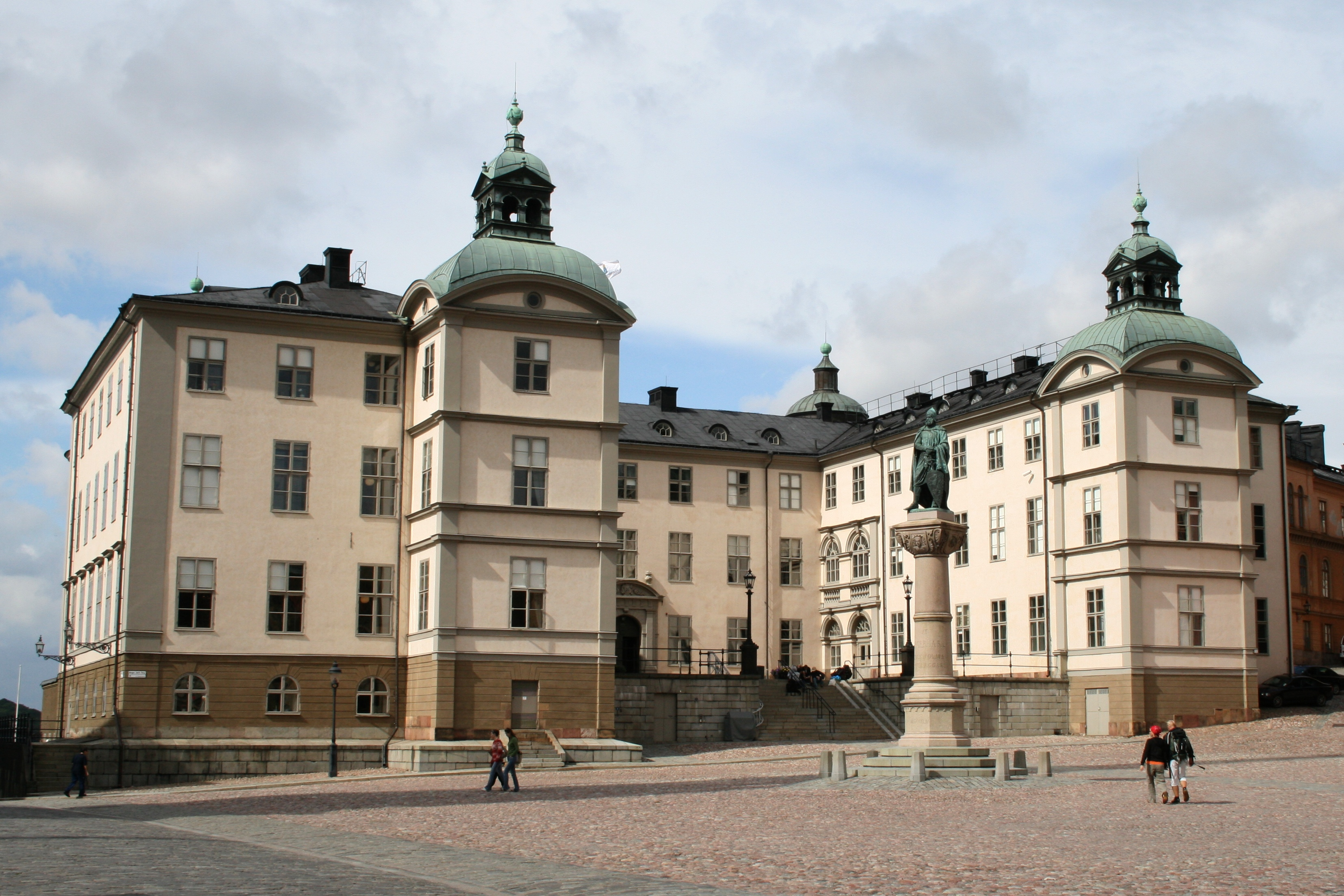
Statskontoret var inrymt i Wrangelska palatset på Riddarholmen i Stockholm från 1756 till 1928.

Sedan Gustav Vasas dagar har den svenska förvaltningen sina rötter i den så kallade kammaren. Kammarkollegiet är den myndighet som har sitt ursprung direkt därifrån.
Grunden till det blivande Statskontoret lades under Gustav II Adolfs regeringstid, när man beslöt att en årlig finansplan, en riksstat, skulle börja upprättas. Man ville få en klar bild av rikets utgifter och inkomster, något som sedan skulle ligga till grund för hela förvaltningens arbete. I budgeten inrymdes såväl anslag till civila som till militära ändamål. För att genomföra detta arbete skapades inom kammaren ett särskilt kontor – Statskontoret. Den äldsta upprättade och bevarade riksstaten härstammar från 1632 och från och med 1655 titulerades den ansvarige ämbetsmannen statskommissarie (motsvarar ungefär dagens generaldirektör).
Det svåra statsfinansiella läget efter Karl X Gustavs krig och det faktum att Karl XI:s förmyndarregering misslyckades att få ordning på ekonomin fick återverkningar på kammarens arbete med riksstaten. Karl XI visade tydligt sitt missnöje och beslöt sig för att agera. Av handlingar framgår att kungen redan 1677 ville skilja statarbetet från kammaren och ”anförtros åt säkra personer”. I december 1680 skrev så Karl XI till kammaren och meddelade att ”Vi hava funnit gott att härefter alledels förbehålla oss själva och Eder skattemästare tillika med statskommissarien statsverket”. Några dagar senare tillkom rådsinstruktionen för Kungl. Maj:ts Staats Contoir. En ny hantering av statens finansförvaltning hade därmed skapats.
Namnet Statskontoret - kontoret för staten i bemärkelsen riksstaten - finns belagt första gången i kammarens protokoll i samband med godkännandet av riksstaten 1682. Avsändare av underlaget var  ”Kongl. Statskontoret”.

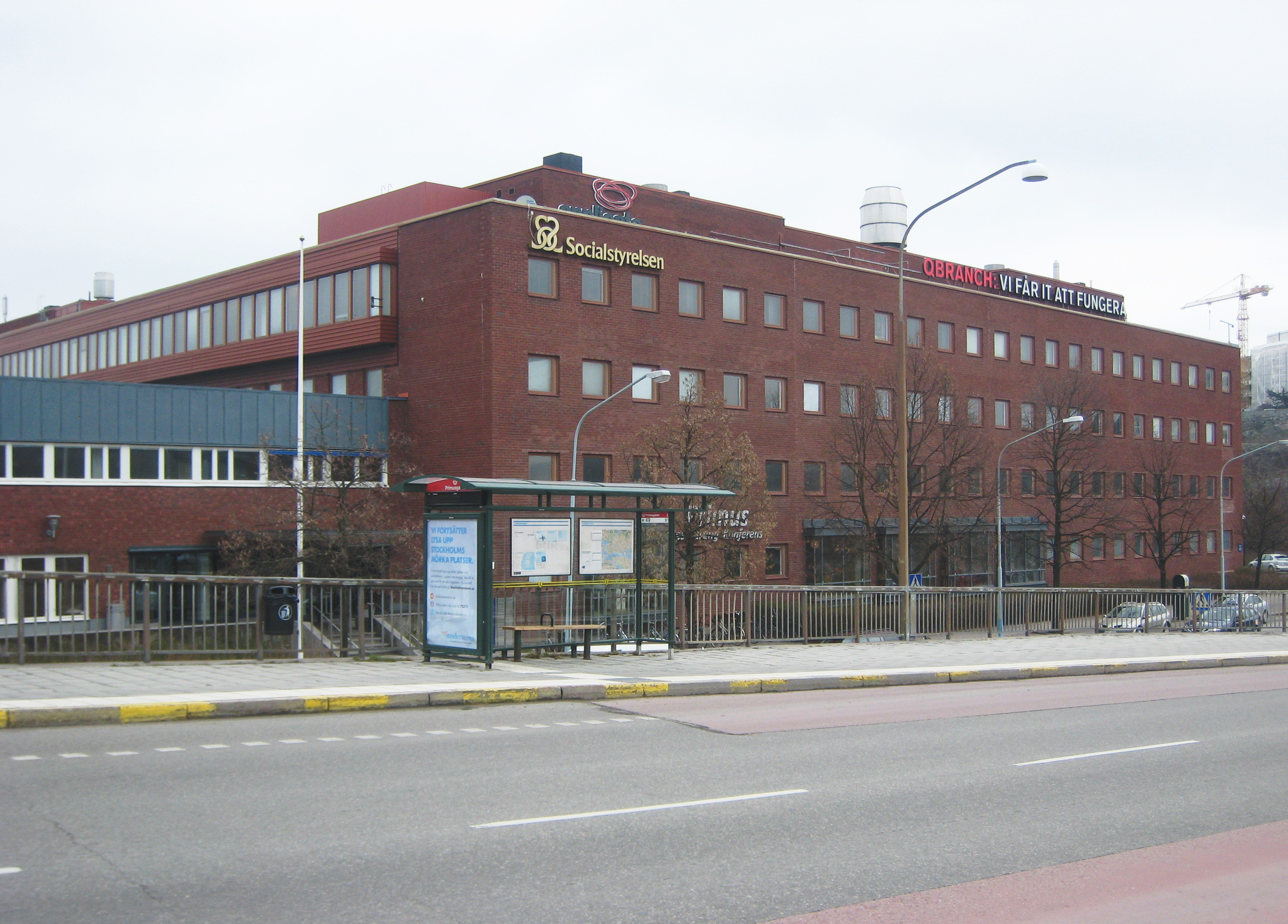
Kontorshuset på Lilla Essingen blev kontorslokal för Statskontoret år 1976.

Statskontoret var 1756–1928 inrymt i Wrangelska palatset på Riddarholmen i Stockholm. År 1976 flyttades det till den nya tegelbyggnaden på Lilla Essingen. Idag (2024) ligger Statskontoret på Torsgatan.
Statskontoret gavs 1 juli 1963 ansvar för upphandling av datorer och system till alla statliga myndigheter, genom en omorganisation där myndigheten fusionerades med Matematikmaskinnämnden vilket mer än fördubblade personalstyrkan från runt 100 personer till runt 220. Åren därefter anställdes ännu fler. I juli 1967 framställdes myndigheten som "europas största datorkund". I denna nya roll genomförde Statskontoret datoriseringen av socialförsäkringssystemet i Rafaprojektet samt det svenska skattesystemet i RS-projektet, båda under slutet av 1970-talet.

## Verksamhet
Statskontoret är regeringens stabsmyndighet för utredning, utvärdering och uppföljning av statlig och statligt finansierad verksamhet samt övergripande frågor om den offentliga förvaltningens funktionssätt och utveckling. I arbetet ingår att analysera verksamheter och myndigheter ur ett effektivitetsperspektiv, redovisa effekter av statliga åtgärder samt ge underlag för omprövning och utveckling.
Utrednings- och utvärderingsinsatserna genomförs på uppdrag av regeringen och efter överenskommelser med Regeringskansliet och det statliga kommittéväsendet.
Från och med 2017 har Statskontoret uppdrag att främja och samordna arbetet för en god förvaltningskultur i staten. Fokus i arbetet ligger på ledarskapets betydelse och rollen som statstjänsteman. Verksamheten bygger vidare på det arbete som Värdegrundsdelegationen, Kompetensrådet för utveckling i staten (Krus) och andra har gjort tidigare.
Statskontoret kan också initiera förstudier inom hela sitt ansvarsområde som underlag för sin instruktionsenliga uppgift att lämna förslag på utredningar, utvärderingar och uppföljningar som kan genomföras.

## Ledning
Statskontoret är en enrådighetsmyndighet och leds av en generaldirektör.
Generaldirektör sedan juni 2018 är Annelie Roswall Ljunggren.

## Tidigare myndighetschefer

### Chef 1680–1684
- 1680–1684: Sten Nilsson Bielke

### Presidenter 1684–1885
- 1684–1685: Claes Fleming af Liebelitz
- 1685–1687: Gustaf Lilliecrona
- 1687–1711: Fabian Wrede
- 1711–1720: Nils Stromberg
- 1720–1723: Swen Lagerberg
- 1723–1739: Casten Feif
- 1739–1754: Carl Gustaf Bielke
- 1754–1762: Carl Ridderstolpe
- 1762–1765: Claes Gustaf Rålamb
- 1765–1772: Johan Löwen
- 1772–1778: Hans Henrik Boije af Gennäs
- 1778–1786: Johan Liljencrantz
- 1786–1790: Erik Ruuth
- 1790–1792: vakant
- 1792–1795: Ulrik Gottlieb Ehrenbill
- 1795–1796: Axel Christian Reuterholm
- 1796–1813: Carl Erik Lagerheim
- 1813–1816: vakant
- 1816–1824: Gustaf Fredrik Wirsén
- 1825–1829: Erik Reinhold Adelswärd
- 1829–1831: Carl Erik Tunelius
- 1831–1851: Pehr Westerstrand
- 1851–1858: Georg Ulfsparre af Broxvik
- 1858–1870: Olof Axel Tauvon
- 1870–1885: Otto Ferdinand af Sillén

### Generaldirektörer 1885–
- 1885–1902: Frans Albert Anderson
- 1902–1918: Hans Hansson Wachtmeister
- 1918–1930: Per Södermark
- 1930–1936: Emil Mårten Ericsson
- 1936–1938: Kurt Bergendal
- 1939–1956: Wilhelm Björck
- 1956–1957: Herman Kling
- 1957–1973: Ivar Löfqvist
- 1973–1983: Sven Moberg
- 1983–1985: Karl-Lennart Uggla
- 1985–1989: Claes Örtendahl
- 1989–1992: Jan Carling
- 1993–1999: Peder Törnvall
- 1999–2005: Knut Rexed
- 2005–2007: Anders L. Johansson
- 2007–2008: Peder Törnvall (tillförordnad)
- 2008–2014: Yvonne Gustafsson
- 2014–2017: Ingvar Mattson
- 2017-2018: Tony Malmborg (tillförordnad)
- 2018–: Annelie Roswall Ljunggren